# Präsidentschaftswahl in den Vereinigten Staaten 1808
Die sechste Wahl des Präsidenten der Vereinigten Staaten fand 1808 statt. James Madison gewann haushoch gegen Charles Cotesworth Pinckney und wurde damit der 4. Präsident der Vereinigten Staaten.

## Kandidaten
Präsidentschaftskandidaten

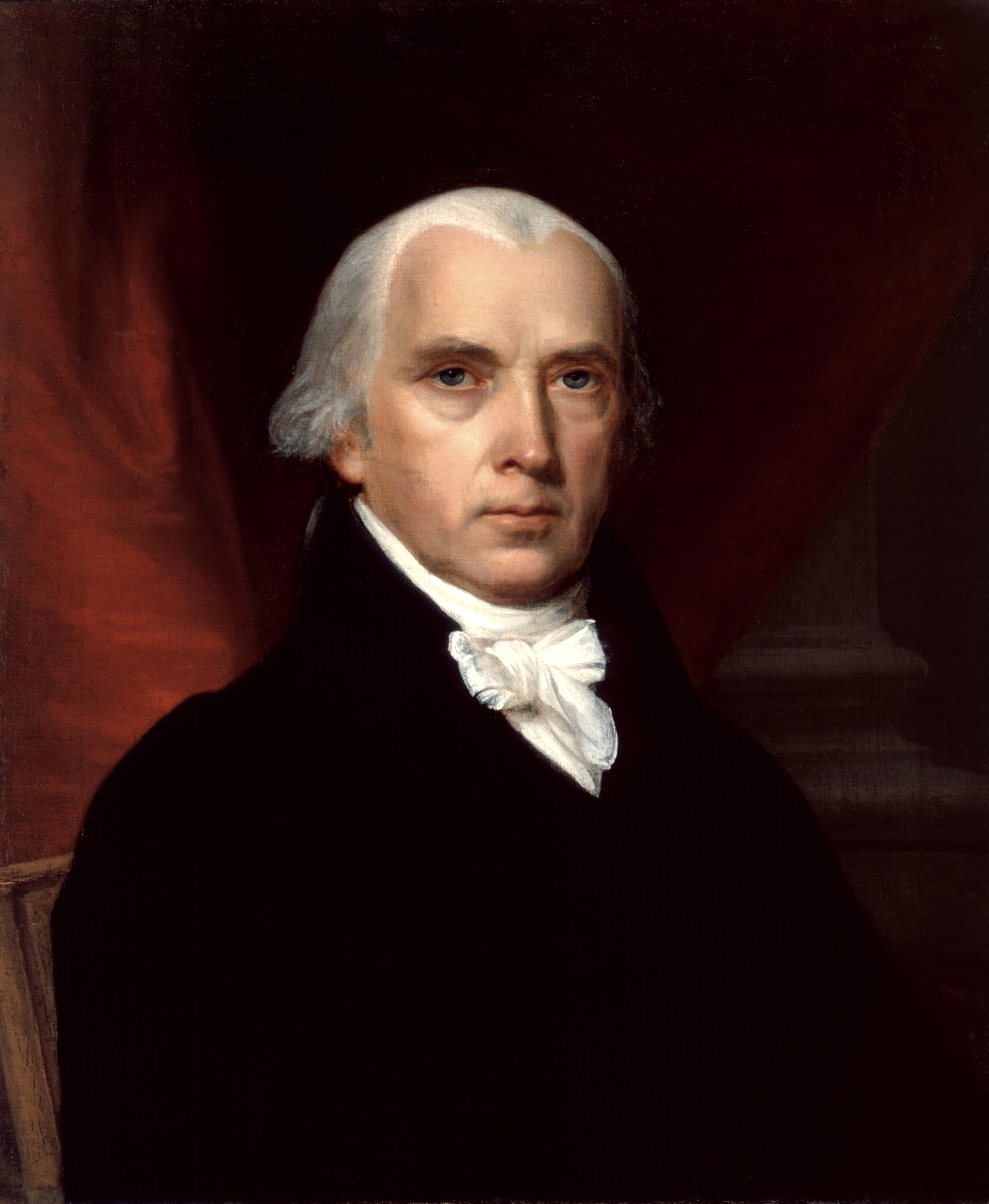
James Madison
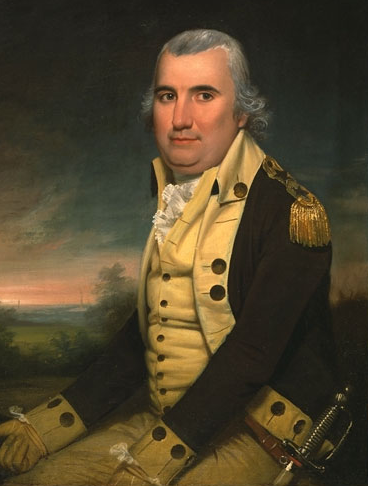
Charles C. Pinckney

- James Madison, amtierender Außenminister der Vereinigten Staaten, aus Virginia
- Charles Cotesworth Pinckney, ehemaliger Gesandter in Frankreich, aus South Carolina

Vize-Präsidentschaftskandidaten

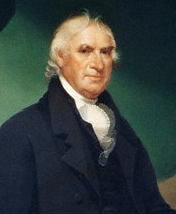
George Clinton
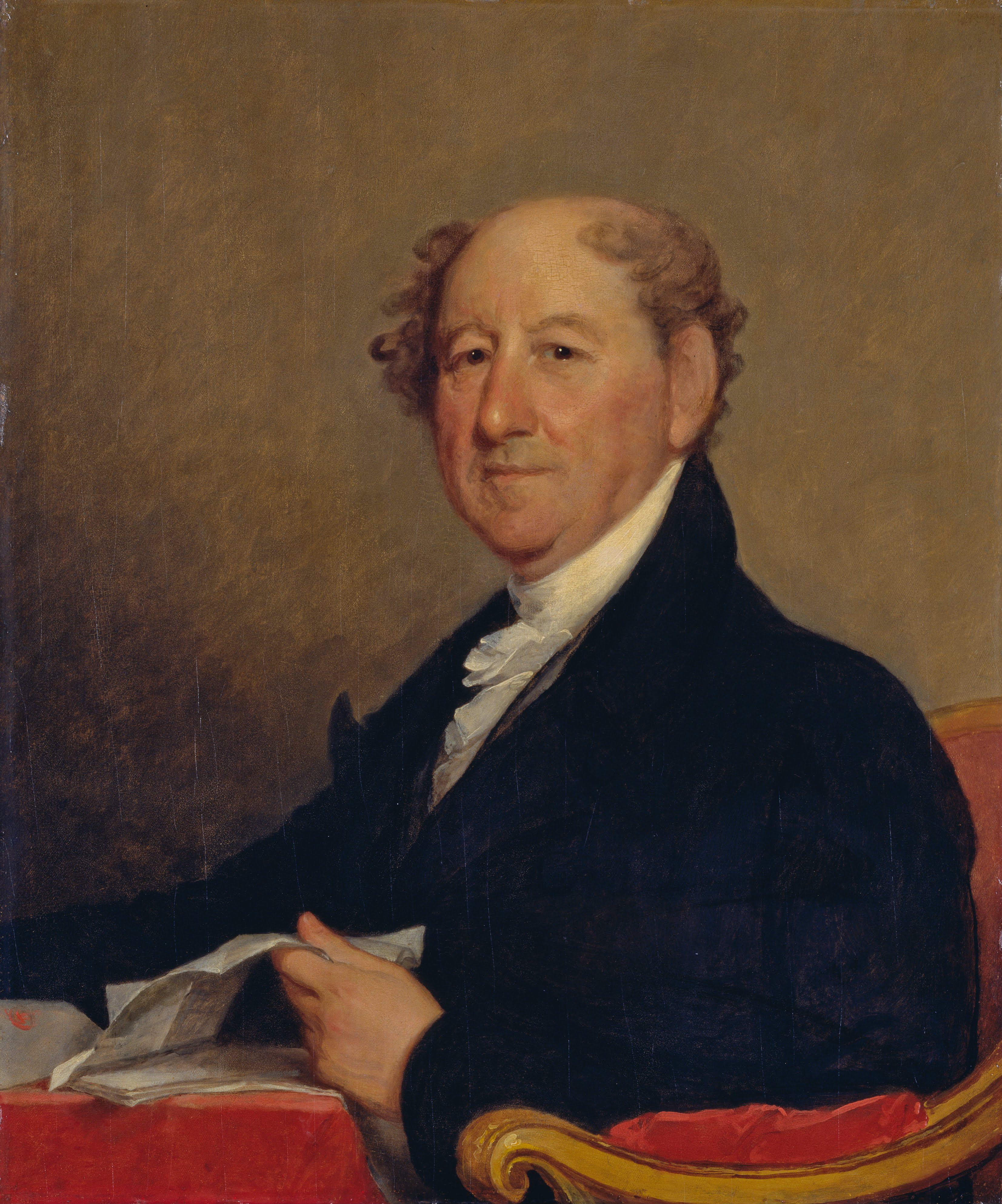
Rufus King

- George Clinton, amtierender Vizepräsident
- Rufus King, ehemaliger Senator für New York

Die Demokratisch-Republikanische Partei nominierte per Caucus den von Thomas Jefferson unterstützten bisherigen Außenminister James Madison und den amtierenden Vizepräsidenten George Clinton als seinen Running Mate. George Clinton hatte sich eigentlich als Präsident beworben. Auch James Monroe hatte sich erfolglos beworben und zog seine Kandidatur, nominiert von einer Gruppe Demokratischer Republikaner aus Virginia, nicht zurück, führte jedoch keinen Wahlkampf gegen Madison.
Für die Föderalisten ging Charles Pinckney mit Rufus King erneut ins Rennen.
Sechs Wahlmänner aus New York stimmten faithless, also gegen ihren Wählerauftrag. Sie verweigerten Madison die Stimme und stimmten für George Clinton. Madison gewann trotzdem, weshalb der Vorgang nicht weiter Beachtung fand.

## Ergebnis
| Kandidat                    | Partei                              | Partei                              | Stimmen | Stimmen | Wahlmänner |
| Kandidat                    | Partei                              | Partei                              | Anzahl  | Prozent | Wahlmänner |
| --------------------------- | ----------------------------------- | ----------------------------------- | ------- | ------- | ---------- |
| James Madison               |                                     | Demokraten-Republikaner             | 124.732 | 64,7 %  | 122        |
| Charles Cotesworth Pinckney |                                     | Föderalistische Partei              | 62.431  | 32,4 %  | 47         |
| George Clinton              |                                     | Demokratisch-Republikanische Partei | —       | —       | 6          |
| James Monroe                | Demokratisch-Republikanische Partei | 4.848                               | 2,5 %   | —       |            |
| Unverpflichtete Wahlmänner  | Unverpflichtete Wahlmänner          | Unverpflichtete Wahlmänner          | 680     | 0,4 %   | —          |
| Gesamt                      | Gesamt                              | Gesamt                              | 187.163 | 100 %   | 175        |